# دوباره در جنگل
دوباره در جنگل (به بنگالی: Abar Aranye) و (به انگلیسی: In the Forest ...Again) فیلمی هندی محصول سال ۲۰۰۳ و به کارگردانی گوتام گوس است. در این فیلم بازیگرانی همچون سومیترا چاترجی، سوبیندو چاترجی، ساواتا چاترجی، سامیت بانجا، شارمیلا تاگور، چامپا، روپا گانگولی، تابو و جیشو سنگوپتا ایفای نقش کرده‌اند.